# Đặng Văn Chân
Đặng Văn Chân (鄧文真) hay Đặng Văn Trấn, một tướng lĩnh cao cấp của phong trào Tây Sơn.

## Tên gọi
Đặng Văn Chân được ghi trong sử sách với nhiều tên gọi khác nhau.
Đại Nam chính biên liệt truyện - Tập 2: ghi là Thống lĩnh Nguyễn Chân
Đại Nam Thực Lục - Tập 1: ghi là Đại Thống lĩnh Đặng Văn Chân
Gia Định Thành thông chí: ghi là Đô úy Trấn
Một số bài báo Bình Định ghi là Đặng Văn Chân, có biệt có bài còn ghi nhầm là Đặng Văn Châu

## Hành trạng
Thủy quân Tây Sơn theo như ban đầu là dựa vào hai đạo thủy quân người Hoa của Tập Đình và Lý Tài. Sau khi Tập Đình và Lý Tài bỏ đi, nhiệm vụ chỉ huy thủy quân thuộc về các tướng Nguyễn Văn Lữ, Nguyễn Văn Lộc, Nguyễn Văn Tuyết.
Khi đấy chức vụ của Đặng Văn Chân mới là Đô úy thủy quân. Dưới quyền của Nguyễn Văn Lữ, Trương Văn Đa, Nguyễn Văn Huệ,
Đặng Văn Trấn nhiều lần dẫn thủy quân tiến đánh Gia Định. Có lúc dưới duyền chỉ huy của Trương Văn Đa, thủy quân Tây Sơn do ông chỉ huy tiến qua Chân Lạp, buộc Chân Lạp phải quy hàng Tây Sơn, bắt giết những người theo Nam triều.
Tháng 2 năm Giáp Thìn (1784), Nguyễn Ánh từ Hà Tiên sang Xiêm La hội kiến với vua Xiêm La là Chất Tri (Chakri, Rama I) tại Vọng Các (Bangkok). Vua Xiêm sai hai tướng là Chiêu Tăng, Chiêu Sương đem 2 vạn quân thủy cùng 300 chiến thuyền, ngoài ra còn có 3 vạn quân bộ, tiến sang Chân Lạp với danh nghĩa giúp vua Chân Lạp, thực chất với ý đồ tạo gọng kìm phía Tây, chờ cơ hội tiêu diệt quân Tây Sơn. Quân Xiêm nhanh chóng lấy được Rạch Giá, Ba Thắc, Trà Ôn, Mân Thít, Sa Đéc.
Tướng Tây Sơn giữ đất Gia Định là Phò mã Trương Văn Đa, thấy quân Xiêm thế lực mạnh, bèn cố thủ tại Gia Định và sai Đặng Văn Chân về Quy Nhơn báo. Nguyễn Văn Nhạc sai Long Nhương tướng quân Nguyễn Huệ đem quân vào đánh.
Đêm 19 rạng 20 tháng 1 năm 1785 (đêm 9 rạng 10 tháng 12 năm Giáp Thìn) quân Xiêm lợi dụng thủy triều xuôi theo dòng sông để tấn công Mỹ Tho nhằm phá vỡ đội thuyền phòng thủ của Tây Sơn. Quân Tây Sơn giả thua rút dần về hướng Mỹ Tho, nhử đối phương lọt vào trận địa mai phục đoạn sông Rạch Gầm - Xoài Mút. Chỉ một trận quyết chiến diễn ra không đầy một ngày, Nguyễn Huệ đã tiêu diệt hoàn toàn quân Xiêm. Mấy vạn quân Xiêm chỉ sót lại vài nghìn người, chạy theo đường thượng đạo trốn về nước. Các tướng Chiêu Tăng, Chiêu Sương và Nguyễn Ánh phải bỏ chạy theo đường thủy, bộ về Xiêm La, 4.000 quân chỉ còn lại 800.
Đánh dẹp xong, Nguyễn Huệ đem quân về Quy Nhơn, để Đô đốc Đặng Văn Trấn ở lại giữ đất Gia Định, phụ tá Đông Định vương Nguyễn Văn Lữ và Thái bảo Phạm Văn Tham.

## Bị bắt hay theo phò
Khi hai anh em Nguyễn Nhạc, Nguyễn Huệ giao tranh lẫn nhau. Nguyễn Huệ vây hãm Quy Nhơn, Đặng Văn Chân được gọi về để cứu nguy cho Nguyễn Nhạc. Đặng Văn Chân là lực lượng chính hỗ trợ Nguyễn Nhạc.
Theo Đại Nam chính biên liệt truyện thì đến Phú Yên, ông bị Nguyễn Huệ bắt sống. Tuy nhiên sau đấy vẫn thấy ông được tín nhiệm cầm quyền chỉ huy thủy quân dưới quyền Nguyễn Huệ.
Ở đây đặt ra nghi vấn, Đặng Văn Chân bị Nguyễn Huệ bắt, hay thực sự ông đứng ra ngăn cản cuộc giao tranh giữa hai anh em nhà Tây Sơn. Sau đấy lo sợ bị thanh trừng như trường hợp Nguyễn Thung, Đặng Văn Chân không dám về Gia Định hay Quy Nhơn mà ra thẳng Phú Xuân.
Năm 1786, khi Nguyễn Huệ đem quân ra đánh Thuận Hóa thì sáu người trong Tây Sơn thập hổ tướng và Bùi Thị Xuân tháp tùng, vì đánh nhau với nhà Trịnh thì phải đem lực lượng lớn như vậy. Bảy tướng này ở lại với Nguyễn Huệ, không về thành Qui Nhơn nữa. Nhưng gia quyến của họ đều ở trong thành Qui Nhơn.
Nguyễn Huệ đòi vua Thái Đức Nguyễn Nhạc phải trả lại gia quyến cho các tướng rồi động binh. Trước hết, Nguyễn Huệ truyền hịch cho các tướng Tây Sơn đóng quân ở phía Nam Thuận Hóa, rằng Nguyễn Huệ chỉ đem quân về làm áp lực chớ hoàn toàn không có ý chống lại anh mình.
Đầu năm 1787, Nguyễn Huệ tổng động viên chừng 6 vạn tới 10 vạn quân Nam tiến. Tướng Tây Sơn vốn tin phục Nguyễn Huệ, đều không có ý chống lại.
Lê Trung, một hổ tướng nhà Tây Sơn và chủ sóai của các ải thuộc Quảng Trị, Quảng Bình, lại ra lệnh để cho quân Nguyễn Huệ ‘mượn đường’, rồi đem quân bản bộ về yết kiến vua Thái Đức. Lê Trung tâu với vua Thái Đức rằng nếu vua trả lại gia quyến cho các tướng thì Nguyễn Huệ sẽ lui binh và nếu Nguyễn Huệ không lui binh thì ông sẽ tự tử để đền tội. Thái Đức giam Lê Trung lại rồi tự mình làm tướng lo việc phòng thủ.
Đến giữa năm 1787, thành Qui Nhơn bị vây được mấy tháng thì Nguyễn Lữ và Đặng Văn Trân về đến. Nguyễn Huệ bảo Nguyễn Lữ vào thành tìm cách gặp mẹ, để Thái hậu bảo vua trả lại gia quyến cho các tướng. Khi Nguyễn Lữ vào thành, thì bị vua Thái Đức giam lại, vì vua Thái Đức đoán được ý này.
Cuối cùng Đặng Văn Trân bắn súng đại bác vào mặt thành của Hoàng Đế Thành (đạn súng đại bác ngày xưa không nổ tung ra, nên chỉ như cục sắt, bắn chính xác thì không chết ai). Thái hậu lúc ấy mới biết là thành có biến loạn, đến gặp vua Thái Đức, và cùng vua Thái Đức lên thành nói chuyện với Nguyễn Huệ.
Nguyễn Huệ trình bày lý do động binh, lạy mẹ và anh, rồi ra lệnh giải vây. Vua Thái Đức cũng tuân lời mẹ, trả lại gia quyến cho các tướng.
Nguyễn Huệ dẫn quân về Thuận hóa, đem theo Đặng Văn Trân vì Đặng Văn Trân sợ bị vua Thái Đức trừng phạt.
Liền sau chiến thắng Kỷ Dậu, Đặng Văn Chân là một trong những tướng lĩnh cao cấp đi sứ nhà Thanh trong phái đoàn của Đại Tư mã Ngô Văn Sở.
Năm 1793, quân Nguyễn tấn công Quy Nhơn. Vòng vây quân Nam triều khép chặt quanh thành Quy Nhơn. Lúc này Đô đốc Nguyễn Công Thái cùng các tướng ở Quảng Ngãi đã ra hàng, Thái Đức sai các tướng đóng trại ngoài thành để làm thế ỷ dốc.
Sau này, Thái Đức phải cầu viện Cảnh Thịnh Hoàng đế Nguyễn Quang Toản để giải vây. Một đội quân dưới quyền Phạm Công Hưng, Ngô Văn, Nguyễn Văn và Lê Trung được phái đến giải vây cho Quy Nhơn. Đồng thời, Đặng Văn Chân dẫn 50 tàu để hỗ trợ. Họ buộc quân Nguyễn phải rút lui.

## Quan hệ vớiTôn Thất Thăng
Khi giữ chức Đại Thống lĩnh thủy quân ở Phú Xuân, Đặng Văn Chân có nuôi dưỡng công tử thứ 16 của Vũ vương Nguyễn Phúc Khoát là vương tử Tôn Thất Thăng, tức là chú của Nguyễn Phúc Ánh. Đặng Văn Chân muốn gã con gái mình cho Tôn Thất Thăng, theo chính sách của Tây Sơn muốn chiêu dùng những thân tộc của triều đại cũ. Tuy nhiên Tôn Thất Thăng đã lập kế, trốn vào nam theo Nguyễn Phúc Ánh.

## Vai trò trong thủy quân
Ban đầu dưới thời Cảnh Thịnh, Đặng Văn Chân là chỉ huy tối cao của thủy quân Tây Sơn. Nhưng sau đó thủy quân Tây Sơn mất dần ưu thế so với thủy quân Nam triều. Các chỉ huy thủy quân Tây Sơn trong các chiến dịch quan trọng lần lượt là Tư lệ Lê Trung, Kiểm điểm Trần Viết Kết, Đô ngu Nguyễn Văn Giáp, sau cùng là Đô đốc Nguyễn Văn Ngũ.

## Kết cục và Tồn nghi
Số phận về sau của Đặng Văn Chân sử sách không nói rõ. Sách Quốc sử di biên của Phan Thúc Trực trang 36 - Nhà xuất bản Văn Hóa - Thông tin có ghi:  Tiên phong đại quân vừa đến nơi (trấn Kinh Bắc), bắt ngụy Trấn đem về
Ở đây không rõ ngụy Trấn là viên Trấn thủ của Ngụy triều Tây Sơn giữ trấn Kinh Bắc, hay là viên Trấn thủ Kinh Bắc của Tây Sơn tên là Trấn. Nhưng sách ghi ngụy Trấn lại viết hoa chữ Trấn. Thực ra để tìm hiểu điều này, cần phải dựa vào các bản sắc 
phong, ghi chép của vùng đất Kinh Bắc thời Tây Sơn để khảo cứu.
Về tên gọi Nguyễn Chấn: các sử gia thời Nguyễn khi viết về một nhân vật chỉ biết tên mà khuyết họ, thường lấy họ Nguyễn để chua thêm vào
Về tên gọi Đặng Văn Trấn: có thể tước phong của ông là Trấn Quận công nên được gọi tắt là Đặng Văn Trấn.